# (80451) Alwoods
(80451) Alwoods (2000 AA) – planetoida z pasa głównego asteroid okrążająca Słońce w ciągu 3,47 lat w średniej odległości 2,29 au. Odkryta 1 stycznia 2000 roku.